# Републикански път II-29
Републикански път II-29 е второкласен път, част от републиканската пътна мрежа на България, преминаващ по територията на области Варна и Добрич. Дължината му е 82,3 km.
Пътят започва при 198-и км на Републикански път I-2 в западната част на град Варна и се насочва на север по ул. „Атанас Москов“. След 0,9 km завива на запад по бул. „Цар Освободител“, а след 2,6 km при 415,5 km на автомагистрала „Хемус“ – на северозапад. Преминава през източната част на град Аксаково и село Изворско, завива на север, навлиза в Добруджанското плато и след около 15 km – в Област Добрич. Преминава през село Стожер, достига до околовръстния път (Републикански път II-97) на град Добрич и заобикаля града от югоизток и изток. Североизточно от Добрич напуска околовръстния път на града и се начова на североизток. Минава през село Стефан Караджа, град Генерал Тошево и село Кардам, заобикаля от запад село Йовково и завършва при ГКПП Кардам и границата с Румъния.
По протежението на пътя наляво и надясно от него се отделят 6 третокласни пътя от Републиканската пътна мрежа, в т.ч. 2 пътя с трицифрени номера и 4 пътя – с четирицифрени.
Пътища с трицифрени номера:
- при 50,1 km, североизточно от град Добрич – наляво Републикански път III-293 (47,3 km) до границата с Румъния, северно от село Северняк;
- при 68,2 km, в центъра на град Генерал Тошево – надясно Републикански път III-296 (45,5 km) до пристанище Каварна.

Пътища с четирицифрени номера:
- при 8,8 km – наляво Републикански път III-2901 (32,6 km) през селата Калиманци, Изгрев и Левски и град Суворово до село Ветрино, при 1,0 km на Републикански път III-207;
- при 8,8 km – надясно Републикански път III-2902 (14,1 km) през село Куманово до 16,8 km на Републикански път III-902;
- при 68,2 km, в град Генерал Тошево – наляво Републикански път III-2903 (36,8 km) през селата Къпиново, Изворово, Красен и Росица до границата с Румъния;
- при 77,1 km, в село Кардам – надясно Републикански път III-2904 (38,0 km) през селата Чернооково, Рогозина, Спасово, Бежаново, Захари Стояново и Стаевци до село Дуранкулак при 6,1 km на Републикански път I-9;

В околовръстния път (Републикански път II-97) на град Добрич Републикански път II-29 се дублира с още три втрокласни пътя от Републиканската пътна мрежа:
- на протежение от 3,5 km (от км 41,7 до км 45,2) – с Републикански път II-27 (от км 74,3 до км 77,8);
- на протежение от 7,1 km (от км 43 до км 50,1) – с Републикански път II-71 (от км 93,6 до км 86,5);
- на протежение от 8,4 km (от км 41,7 до км 50,1) – с Републикански път II-97 (от км 16,3 до км 7,9);

| Пътища, отклоняващи се надясно (населено място, № на пътя, посока на пътя) | Км   | Пътища, отклоняващи се наляво (посока на пътя, № на пътя, населено място)                    |
| -------------------------------------------------------------------------- | ---- | -------------------------------------------------------------------------------------------- |
| Община Варна, Област Варна I-2, 198,0 km, гр. Варна ←                      | 0,0  | ← гр. Варна, 198,0 km, I-2, Област Варна Община Варна                                        |
| Община Аксаково                                                            | 3,5  | ← 415,5 km, автомагистрала „Хемус“, Община Аксаково                                          |
| гр. Аксаково                                                               | 5,6  | гр. Аксаково                                                                                 |
| (до 16,8 km на III-902) III-2902, 0,0 km ←                                 | 8,8  | → 0,0 km, III-2901 (до с. Ветрино)                                                           |
| с. Изворско                                                                | 11,4 | с. Изворско                                                                                  |
|                                                                            | 12,9 | → общински път (за с. Зорница)                                                               |
|                                                                            | 17,7 | → общински път (за с. Любен Каравелово)                                                      |
| (за с. Новаково) общински път ←                                            | 21,7 | → общински път (за с. Крумово)                                                               |
| (за с. Дебрене) общински път ←                                             | 24,8 |                                                                                              |
| Община Добричка, Област Добрич                                             | 26,5 | Област Добрич Община Добричка                                                                |
| (за с. Соколник) общински път, с. Стожер ←                                 | 30   | → с. Стожер                                                                                  |
| (за с. Стефаново) общински път ←                                           | 36,2 |                                                                                              |
| Община Добрич                                                              | 38,8 | Община Добрич                                                                                |
|                                                                            | 41,7 | → 16,3 km, II-97 ← 74,3 km, II-27 (от гр. Нови пазар)                                        |
|                                                                            | 42   | → бул. „25-и септември“ (за гр. Добрич)                                                      |
| (до с. Оброчище) II-71, 93,6 km ←                                          | 43,0 | → ул. „Батовска“ (за гр. Добрич)                                                             |
| (до пристанище Балчик) II-27, 77,8 km ←                                    | 45,2 | → бул. „Добруджа“ (за гр. Добрич)                                                            |
| (до с. Сърнино) III-9701, 0,0 km ←                                         | 48,7 | → бул. „25-и септември“ (за гр. Добрич)                                                      |
|                                                                            | 50,1 | ← 86,5 km, II-71 (от 6,9 km на I-7) ← 7,9 km, II-97 → 0,0 km, III-293 (до граница с Румъния) |
| Община Добричка                                                            | 51   | Община Добричка                                                                              |
| с. Стефан Караджа                                                          | 52,2 | с. Стефан Караджа                                                                            |
|                                                                            | 54   | → общински път (за с. Царевец)                                                               |
|                                                                            | 55,4 | → общински път (за с. Пчеларово)                                                             |
| (за с. Генерал Колево) общински път ←                                      | 58,7 |                                                                                              |
|                                                                            | 60,2 | → общински път (за с. Дъбовик)                                                               |
| Община Генерал Тошево                                                      | 60,8 | Община Генерал Тошево                                                                        |
| (за с. Пленимир) общински път ←                                            | 61,7 |                                                                                              |
|                                                                            | 63,6 | → общински път (за с. Равнец)                                                                |
| (до пристанище Каварна) III-296, 0,0 km, гр. Генерал Тошево ←              | 68,2 | → гр. Генерал Тошево, 0,0 km, III-2903 (до граница с Румъния)                                |
|                                                                            | 74,5 | → общински път (за с. Снягово)                                                               |
| (до с. Дуранкулак) III-2904, с. Кардам, 0,0 km ←                           | 77,1 | → с. Кардам, общински път (за с. Огражден)                                                   |
| (за с. Йовково) общински път ←                                             | 79,7 |                                                                                              |
| граница с Румъния, ГКПП Кардам                                             | 82,3 | ГКПП Кардам, граница с Румъния                                                               |

Забележки
1. ↑  На протежение от 8,4 km (от км 41,7 до км 50,1) Републикански път II-29 се дублира с Републикански път II-97 (от км 16,3 до км 7,9)
2. ↑  На протежение от 3,5 km (от км 41,7 до км 45,2) Републикански път II-29 се дублира с Републикански път II-27 (от км 74,3 до км 77,8)
3. ↑  На протежение от 7,1 km (от км 43 до км 50,1) Републикански път II-29 се дублира с Републикански път II-71 (от км 93,6 до км 86,5)